# Hans Martínez
Hans Alexis Martínez Cabrera (el bosque Maipú, Santiago, Chile, 4 de enero de 1987) es un exfutbolista chileno que se desempeñaba como defensa central último club fue Lautaro de Buin de la Segunda División Profesional. Ha sido internacional con la selección chilena de fútbol.

## Carrera
Martínez comenzó su carrera futbolística en las divisiones inferiores de la Universidad Católica. Llega a la entidad cruzada a los 11 años destacando en cada una de las series del club de la franja, paralelo a ello realizaba notables actuaciones defensivas por las selecciones nacionales juveniles. De hecho ya en 2003 tuvo posibilidad de sobresalir en el Campeonato Sudamericano Sub-17, donde fue compañero de Matías Fernández, Carlos Villanueva Rolland, Sebastián Montesinos, entre otros. Debuta en 2007 con la camiseta cruzada. Destaca en la clasificación de la selección sub-20 al mundial de Canadá junto a baluartes como Mauricio Isla, Arturo Vidal, Nicolás Medina, Alexis Sánchez, Mathías Vidangossy, Jaime Grondona, Gary Medel y Cristián Suárez.
En el último partido jugado por la selección chilena durante el mundial de Canadá, Martínez anotó el gol que le dio a Chile el tercer puesto en la categoría de Sub-20.
El 27 de diciembre de 2013 ficha en calidad de cedido por la UD Almería de la Primera División Española. Hans a mediados de 2015 estuvo a un paso de retirarse ya que no tenía club y no interesaba en el mercado de fichajes, hasta que con el retiro de Rafael Olarra el equipo Audax Italiano buscaba un nuevo central y les intereso tener los servicios del jugador por el cual no tuvieron que pagar nada por el.

## Selección nacional
Debutó por la selección adulta el 26 de enero de 2008 en un partido frente a Japón que terminó 0-0. 
Tras disputar algunos amistosos, jugó su primer partido por las Clasificatorias al Mundial de Sudáfrica 2010 contra la selección argentina, sustituyendo a los 88 minutos a Gary Medel, partido en el que se consiguió la victoria por 1-0, la primera victoria de Chile ante Argentina por eliminatorias mundialistas.
Fue frecuentemente convocado por el DT Marcelo Bielsa para los siguientes partidos clasificatorios, y aunque no jugó, Chile logró la clasificación al Mundial en segundo lugar en la tabla el 10 de octubre de 2009, luego de vencer por 4-2 de visitante a la selección de Colombia.
En 2010, jugó algunos partidos previos al Mundial de Sudáfrica, pero finalmente no fue convocado entre los 23 nominados. Tras el Mundial, Martínez fue convocado en octubre para los partidos amistosos frente a Emiratos Árabes Unidos y Omán, partidos ganados por 2-0 y 1-0 de visitante respectivamente.

### Participaciones en Copas del Mundo
| Mundial                     | Sede   | Resultado    | Partidos | Goles |
| --------------------------- | ------ | ------------ | -------- | ----- |
| Copa Mundial Sub-20 de 2007 | Canadá | Tercer lugar | 7        | 1     |

### Participaciones en Clasificatorias a Copas del Mundo
| Eliminatorias                | País      | Resultado   | Posición | Partidos | Goles |
| ---------------------------- | --------- | ----------- | -------- | -------- | ----- |
| Eliminatorias Sudáfrica 2010 | Sudáfrica | Clasificado | 2º       | 1        | 0     |

### Partidos internacionales
- Actualizado al último partido jugado el 12 de octubre de 2010.

| \| N.º \| Fecha \| Estadio \| Local \| Resultado \| Visitante \| Goles \| Competición \| \| --- \| ------------------------ \| ---------------------------------------------------------------- \| ---------------------- \| --------- \| ----------------- \| ----- \| -------------------------------- \| \| 1 \| 26 de enero de 2008 \| Estadio Olímpico de Tokio, Tokio, Japón \| Japón \| 0-0 \| Chile \| \| Amistoso \| \| 2 \| 30 de enero de 2008 \| Estadio Mundialista de Seúl, Seúl, Corea del Sur \| Corea del Sur \| 0-1 \| Chile \| \| Amistoso \| \| 3 \| 24 de septiembre de 2008 \| Los Angeles Memorial Coliseum, Los Ángeles, Estados Unidos \| Chile \| 1-0 \| México \| \| Amistoso \| \| 4 \| 15 de octubre de 2008 \| Estadio Nacional Julio Martínez Prádanos, Santiago, Chile \| Chile \| 1-0 \| Argentina \| \| Clasificatorias a Sudáfrica 2010 \| \| 5 \| 18 de enero de 2009 \| Lockhart Stadium, Fort Lauderdale, Estados Unidos \| Chile \| 0-2 \| Honduras \| \| Amistoso \| \| 6 \| 4 de noviembre de 2009 \| Estadio CAP, Talcahuano, Chile \| Chile \| 2-1 \| Paraguay \| \| Amistoso \| \| 7 \| 20 de enero de 2010 \| Estadio Bicentenario Francisco Sánchez Rumoroso, Coquimbo, Chile \| Chile \| 2-1 \| Panama \| \| Amistoso \| \| 8 \| 31 de marzo de 2010 \| Estadio Bicentenario Germán Becker, Temuco, Chile \| Chile \| 0-0 \| Venezuela \| \| Amistoso \| \| 9 \| 5 de mayo de 2010 \| Estadio Tierra de Campeones, Iquique, Chile \| Chile \| 2-0 \| Trinidad y Tobago \| \| Amistoso \| \| 10 \| 9 de octubre de 2010 \| Estadio Sheikh Zayed, Abu Dabi, Emiratos Árabes Unidos \| Emiratos Árabes Unidos \| 0-2 \| Chile \| \| Amistoso \| \| 11 \| 12 de octubre de 2010 \| Estadio de la Policía Real de Omán, Mascate, Omán \| Omán \| 0-1 \| Chile \| \| Amistoso \| |                          |                                                                  |                        |           |                   |       |                                  |
| N.º | Fecha                    | Estadio                                                          | Local                  | Resultado | Visitante         | Goles | Competición                      |
| 1 | 26 de enero de 2008      | Estadio Olímpico de Tokio, Tokio, Japón                          | Japón                  | 0-0       | Chile             |       | Amistoso                         |
| 2 | 30 de enero de 2008      | Estadio Mundialista de Seúl, Seúl, Corea del Sur                 | Corea del Sur          | 0-1       | Chile             |       | Amistoso                         |
| 3 | 24 de septiembre de 2008 | Los Angeles Memorial Coliseum, Los Ángeles, Estados Unidos       | Chile                  | 1-0       | México            |       | Amistoso                         |
| 4 | 15 de octubre de 2008    | Estadio Nacional Julio Martínez Prádanos, Santiago, Chile        | Chile                  | 1-0       | Argentina         |       | Clasificatorias a Sudáfrica 2010 |
| 5 | 18 de enero de 2009      | Lockhart Stadium, Fort Lauderdale, Estados Unidos                | Chile                  | 0-2       | Honduras          |       | Amistoso                         |
| 6 | 4 de noviembre de 2009   | Estadio CAP, Talcahuano, Chile                                   | Chile                  | 2-1       | Paraguay          |       | Amistoso                         |
| 7 | 20 de enero de 2010      | Estadio Bicentenario Francisco Sánchez Rumoroso, Coquimbo, Chile | Chile                  | 2-1       | Panama            |       | Amistoso                         |
| 8 | 31 de marzo de 2010      | Estadio Bicentenario Germán Becker, Temuco, Chile                | Chile                  | 0-0       | Venezuela         |       | Amistoso                         |
| 9 | 5 de mayo de 2010        | Estadio Tierra de Campeones, Iquique, Chile                      | Chile                  | 2-0       | Trinidad y Tobago |       | Amistoso                         |
| 10 | 9 de octubre de 2010     | Estadio Sheikh Zayed, Abu Dabi, Emiratos Árabes Unidos           | Emiratos Árabes Unidos | 0-2       | Chile             |       | Amistoso                         |
| 11 | 12 de octubre de 2010    | Estadio de la Policía Real de Omán, Mascate, Omán                | Omán                   | 0-1       | Chile             |       | Amistoso                         |

## Estadísticas
- Actualizado al último partido disputado: 11 de noviembre de 2020.

| Universidad Católica · Chile | 1.ª                 | 2007                | 10  | 0  | —  | — | —  | — | 10  | 0  | 0.00 |
| Universidad Católica · Chile | 1.ª                 | 2008                | 14  | 1  | —  | — | 2  | 0 | 16  | 1  | 0.06 |
| Universidad Católica · Chile | 1.ª                 | 2009                | 34  | 1  | —  | — | —  | — | 34  | 1  | 0.03 |
| Universidad Católica · Chile | 1.ª                 | 2010                | 21  | 1  | —  | — | 8  | 0 | 29  | 1  | 0.03 |
| Universidad Católica · Chile | 1.ª                 | 2011                | 30  | 4  | 6  | 1 | 12 | 0 | 48  | 5  | 0.1  |
| Universidad Católica · Chile | 1.ª                 | 2012                | 15  | 0  | 5  | 3 | 11 | 1 | 31  | 4  | 0.13 |
| Universidad Católica · Chile | 1.ª                 | 2013                | 14  | 3  | —  | — | —  | — | 14  | 3  | 0.21 |
| Universidad Católica · Chile | 1.ª                 | 2013-14             | 15  | 1  | 4  | 0 | 6  | 0 | 25  | 1  | 0.04 |
| Universidad Católica · Chile | Total club          | Total club          | 153 | 11 | 15 | 4 | 39 | 1 | 207 | 16 | 0.08 |
| Almería · España | 1.ª                 | 2014                | 1   | 0  | 1  | 0 | —  | — | 2   | 0  | 0.00 |
| Almería · España | Total club          | Total club          | 1   | 0  | 1  | 0 | 0  | 0 | 2   | 0  | 0.00 |
| O'Higgins · Chile | 1.ª                 | 2014-15             | 27  | 0  | —  | — | —  | — | 27  | 0  | 0.00 |
| O'Higgins · Chile | Total club          | Total club          | 27  | 0  | 0  | 0 | 0  | 0 | 27  | 0  | 0.00 |
| Audax Italiano · Chile | 1.ª                 | 2016-17             | 9   | 0  | —  | — | —  | — | 9   | 0  | 0.00 |
| Audax Italiano · Chile | Total club          | Total club          | 9   | 0  | 0  | 0 | 0  | 0 | 9   | 0  | 0.00 |
| Universidad de Concepción · Chile | 1.ª                 | 2018                | 9   | 0  | —  | — | 1  | 0 | 10  | 0  | 0.00 |
| Universidad de Concepción · Chile | 1.ª                 | 2019                | 13  | 0  | —  | — | 3  | 0 | 16  | 0  | 0.00 |
| Universidad de Concepción · Chile | Total club          | Total club          | 22  | 0  | 0  | 0 | 4  | 0 | 26  | 0  | 0.00 |
| Lautaro de Buin · Chile | 3.ª                 | 2020                | 12  | 0  | —  | — | —  | — | 12  | 0  | 0.00 |
| Lautaro de Buin · Chile | Total club          | Total club          | 12  | 0  | 0  | 0 | 0  | 0 | 12  | 0  | 0.00 |
| Total en su carrera | Total en su carrera | Total en su carrera | 224 | 11 | 16 | 4 | 43 | 1 | 283 | 16 | 0.07 |
| (1) Incluye datos de Copa Chile y Copa del Rey. (2) Incluye datos de Copa Libertadores y Copa Sudamericana. (3) No incluye goles en partidos amistosos. |                     |                     |     |    |    |   |    |   |     |    |      |

## Palmarés

### Campeonatos nacionales
| Título           | Equipo               | País  | Año  |
| ---------------- | -------------------- | ----- | ---- |
| Primera División | Universidad Católica | Chile | 2010 |
| Copa Chile       | Universidad Católica | Chile | 2011 |